# 德魯熱柳比夫卡 (米科拉伊夫卡區)
47°35′56″N 30°46′6″E / 47.59889°N 30.76833°E
德魯熱柳比夫卡（烏克蘭語：Дружелюбівка）是位於烏克蘭西南部的村莊，由敖德萨州贝雷济夫卡区的米科萊夫卡市鎮負責管轄。該村始建於1926年，面積1.12平方公里，海拔高度77米，2001年人口170，人口密度每平方公里151.79人。